# Gustav Aufschläger
Gustav Moritz Adolf Aufschläger (* 9. Februar 1853 in Jahnishausen bei Riesa; † 9. April 1934 in Hamburg) war ein deutscher Sprengstoffchemiker und Unternehmensführer.

## Leben
Der Sohn des Hofgärtners Friedrich Heinrich Bernhard Aufschläger studierte entweder am Dresdner Polytechnikum oder in Heidelberg. 1878–1882 war er Assistent im chemischen Laboratorium des Königlich Sächsischen Polytechnikums zu Dresden unter Rudolf Schmitt. In einer waghalsigen Aktion verbrannte er in zehn Tagen einen überlagerten Vorrat von 80 Zentnen Dynamit. Noch als Assistent erhielt er die Konzession zur Errichtung einer eigenen Dynamitfabrik in Hilbersdorf-Muldenhütten. Bereits nach einem halben Jahr konnte er das erste Dynamit an die benachbarten Schachtanlagen ausliefern.
Die Aktionäre der neugegründeten Dynamitfabrik in Radeberg veranlasste dieses zu einer Fusion mit Aufschlägers Fabrik zur Dresdner Dynamitfabrik AG mit den Fabriken bei Radeberg und bei Freiberg in Sachsen, unter Aufschlägers Oberleitung. Er erfuhr von Schlagwetter-Explosionen in Kohlegruben, und forschte zu Wettersprengstoffen, die deren Zündung vermieden. Dazu wirkte er auch mit an Gründung der Zentralstelle für wissenschaftlich-technische Untersuchungen in Neubabelsberg. 1887 brachte er mit Emil Müller Wetterdynamit zur Produktionsreife.
1889 wurde er vom befreundeten Alfred Nobel nach Hamburg gerufen und wurde Generaldirektor der Dynamit AG. Damit leitete er auch die in der Deutschen Union vereinigten Gesellschaften und entschied maßgeblich die internationalen Geschäfte in
der Nobel Dynamite Trust Company in London. Um 1911 entwickelte er mit Erich Boldt Romperit.
Nach dem Ersten Weltkrieg stellte er die Pulverfabriken auf Kunststoff- und Kunststofffasererzeugung um, und schloss sie 1926 mit seinem Ausscheiden der I.G. Farbenindustrie an. 1933 schied er aus den Aufsichtsräten der I.G. Farben und der Dynamit AG aus.